# Eupithecia relativa
Eupithecia relativa är en fjärilsart som beskrevs av András Vojnits 1982. Eupithecia relativa ingår i släktet Eupithecia och familjen mätare. Inga underarter finns listade i Catalogue of Life.